# Synthese (tijdschrift)
Synthese is een academisch maandelijks tijdschrift, dat gespecialiseerd is in artikelen over epistemologie, methodologie en wetenschapsfilosofie. Gepubliceerde artikelen omvatten specifieke behandelingen van methodologische thema's in de wetenschap zoals inductie, waarschijnlijkheid, causaliteit, statistiek, symbolische logica, linguïstiek en ethiek.